# Український студентський спортовий клуб
Український студентський спортовий клуб (УССК) — український спортивний клуб (1925–1939), що охоплював студентів високих шкіл Львова.
Мав секції легкої атлетики, волейболу, плавання, футболу, тенісу й ін. Перший голова — Е. Жарський.
УССК був членом Українського спортового союзу, підтримував зв'язки зі спортивними секціями при українських студентських товариствах у різних університетських містах Європи.
Також існував УССК, заснований українськими студентами у Празі у 1921 році.